# 板橋区立小豆沢体育館
板橋区立小豆沢体育館（いたばしくりつ あずさわたいいくかん）は、東京都板橋区にあるスポーツ施設。

## 概要
板橋区小豆沢体育館は、1968年に完成し、同年4月18日に開館した。2009年に施設を全面改修している。
2009年改修にてトレーニングルーム、会議室、フィットネススタジオを増設した。

## 設備

### インドアスタジアム
- 面積 1,315.00m2
- 競技場面積
  - 6人制バレーボール2面、バスケットボール2面、バドミントン6面

## 交通アクセス
- 都営地下鉄三田線 志村坂上駅下車徒歩5分[2]

## イベント
B3.LEAGUEに所属する男子バスケットボールのクラブチームである東京エクセレンスのホームアリーナの一つであった。しかし、当体育館はB2ライセンスを充足しないため、2021年にホームアリーナを横浜武道館へ移転した。
2014年3月15日-16日の2日間、小豆沢体育館にて女子レスリングワールドカップ東京大会が開催された。